# 401 Ottilia

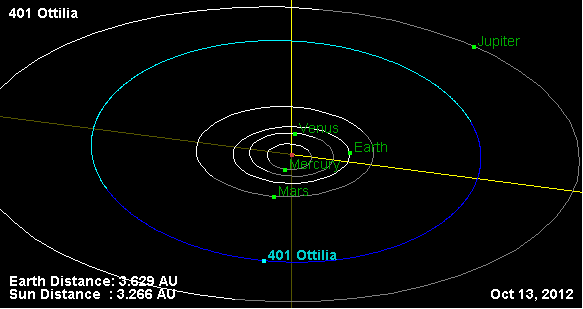
Órbita de 401 Ottilia.

Ottilia (asteroide 401) é um asteroide da cintura principal com um diâmetro de 99,12 quilómetros, a 3,21115432 UA. Possui uma excentricidade de 0,03935714 e um período orbital de 2 232,25 dias (6,12 anos).
Ottilia tem uma velocidade orbital média de 16,29082721 km/s e uma inclinação de 5,97322277º.
Este asteroide foi descoberto em 16 de Março de 1895 por Max Wolf.